# Шепетовская операция Полесской Сечи
Бой у Шепетовки (укр. Шепетівська операція УПА) — операция «диверсионно-демонстративного характера» «Полесской Сечи» на станции Шепетовка. По словам Т. Бульбы-Боровца, проводилась в рамках так называемой второй фазы борьбы УПА против гитлеровцев и была самой масштабной операцией того периода.
«Шепетовская операция» была проведена в ночь на 19 августа 1942 года соединенной группой «летучих отрядов» бульбовской УПА на узловом железнодорожном пункте Шепетовка. Повстанцы завладели четырьмя эшелонами различного имущества, которое было вывезено в лес. Кроме того, освобождены два эшелона людей, которых везли на принудительные работы в Германию.
Писатель Поликарп Шафет описывал акцию как нападение на товарные составы и перестрелку с охранявшими их венграми.